# 波多寺
波多寺，位于西藏自治区拉萨市林周县松盘乡岗巴村森格组，是一座藏传佛教尼姑寺院。

## 简介
波多寺位于位于西藏自治区拉萨市林周县，为藏传佛教寺院。
2012年，该寺的2名尼姑被评为西藏自治区爱国守法先进僧尼。
2012年11月25日，西藏军区总医院院长李素芝率领医疗队来到林周县巡诊。他们到达海拔4200多米的松盘乡松盘村的乃苏寺。原本只有8名僧人的乃苏寺，此时聚集了数百人，闻讯赶来的有该寺附近的民众以及邻近的仁青查寺、波多寺、毕龙寺等9个寺庙的僧人。医疗队开展了义诊及卫生宣传等活动。